# Johan Boskamp
Johan Boskamp, uváděný i jako Jan Boskamp (* 21. října 1948 Rotterdam) je bývalý nizozemský fotbalista, záložník.

## Fotbalová kariéra
Hrál nizozemskou ligu za Feyenoord a Holland Sport. S Feyenoordem Rotterdam vyhrál Pohár UEFA v sezóně 1973/74 a Interkontinentální pohár 1970. Třikrát s Feyenoordem získal domácí titul (1968–69, 1970–71, 1973–74) a jednou nizozemský pohár (1968-69). Pokračoval v belgické lize v týmu RWD Molenbeek, se kterým v roce 1975 vyhrál belgickou ligu. Kariéru končil v belgickém týmu Lierse SK. V Poháru mistrů evropských zemí nastoupil v 8 utkáních a dal 1 gól a v Poháru UEFA nastoupil ve 31 utkáních a dal 8 gólů. V Interkontinentálním poháru nastoupil ve 2 utkáních. Za nizozemskou reprezentaci nastoupil v roce 1978 ve 2 utkáních. Byl členem nizozemské reprezentace na Mistrovství světa ve fotbale 1978, kdy Nizozemí získalo stříbrné medaile za 2. místo. Nastoupil v utkání proti Skotsku. 

## Ligová bilance
| Ročník                     | Zápasy | Góly | Klub          |
| -------------------------- | ------ | ---- | ------------- |
| Eredivisie 1966/67         | 2      | 0    | Feyenoord     |
| Eredivisie 1967/68         | 15     | 2    | Feyenoord     |
| Eredivisie 1968/69         | 10     | 0    | Feyenoord     |
| Eredivisie 1969/70         | 31     | 7    | Holland Sport |
| Eredivisie 1970/71         | 22     | 2    | Feyenoord     |
| Eredivisie 1971/72         | 21     | 4    | Feyenoord     |
| Eredivisie 1972/73         | 5      | 1    | Feyenoord     |
| Eredivisie 1973/74         | 28     | 5    | Feyenoord     |
| Jupiler Pro League 1974/75 | 33     | 5    | RWD Molenbeek |
| Jupiler Pro League 1975/76 | 32     | 6    | RWD Molenbeek |
| Jupiler Pro League 1976/77 | 28     | 4    | RWD Molenbeek |
| Jupiler Pro League 1977/78 | 30     | 7    | RWD Molenbeek |
| Jupiler Pro League 1978/79 | 32     | 6    | RWD Molenbeek |
| Jupiler Pro League 1979/80 | 28     | 2    | RWD Molenbeek |
| Jupiler Pro League 1980/81 | 26     | 3    | RWD Molenbeek |
| Jupiler Pro League 1981/82 | 29     | 3    | RWD Molenbeek |
| Jupiler Pro League 1982/83 | 29     | 2    | Lierse SK     |
| Jupiler Pro League 1983/84 | 31     | 1    | Lierse SK     |
| CELKEM                     | 431    | 60   |               |